# Flacy
Flacy település Franciaországban, Yonne megyében. Lakosainak száma 122 fő (2022. január 1.). Flacy Rigny-le-Ferron, Vulaines, Bagneaux, Coulours, Molinons, Les Sièges és Villeneuve-l’Archevêque községekkel határos.

## Népesség
A település népességének változása:
| Lakosok száma | 115  | 114  | 116  | 111  | 110  | 107  | 112  | 117  | 122  |
|               | 2013 | 2015 | 2016 | 2017 | 2018 | 2019 | 2020 | 2021 | 2022 |